# Élections législatives gagaouzes de 2003
Des élections législatives on lieu les 16 et 30 novembre 2003 pour élire l'Assemblée populaire de Gagaouzie, région autonome de la république de Moldavie. Elles sont remportées par le parti communiste de Moldavie qui forme une coalition avec un groupe d'elus indépendants.

## Système électoral
L'assemblée populaire de Gagaouzie (Gagauzia Halk Toplusu) est le parlement monocaméral de la région autonome de Gagaouzie en Moldavie. Elle est composée de 35 membres élus pour quatre ans au scrutin uninominal majoritaire à deux tours dans autant de circonscriptions
Ces élections sont les secondes à avoir lieu sous une interdiction des partis politiques régionaux, forçant la population gagaouze a voter pour des candidats se présentant sous l'étiquette de partis nationaux moldaves ou pour des indépendants. Ces derniers se regrouperont néanmoins rapidement en mouvement civiques non officiels.

### Conditions d'éligibilité
Sont éligibles les Gagaouzes âgés de plus de 21 ans, résidant dans la circonscription où ils se présentent et n'ayant pas perdu leurs droits civiques.

## Candidatures
185 candidats se présentent aux élections dont 68 indépendants et 117 membres d'un parti politique.

## Résultats
| Partis | Partis                                  | Premier tour | Second tour | Total des sièges | +/-           |
| ------ | --------------------------------------- | ------------ | ----------- | ---------------- | ------------- |
|        | Indépendants                            | 6            | 11          | 17               | 8             |
|        | Parti des communistes (PCRM)            | 8            | 8           | 16               | 12            |
|        | Mouvement Républicain Égalité (MRR)     | 0            | 1           | 1                | 1             |
|        | Parti des socialistes (PSRM)            | 0            | 1           | 1                | 1             |
|        | Parti de la social démocratie (Furnica) | 0            | 0           | 0                | 2             |
|        | Parti socialiste (PSM)                  | 0            | 0           | 0                | 2             |
|        | Parti démocratique populaire (PDPM)     | 0            | 0           | 0                | 1             |
|        | Parti démocrate (PDM)                   | 0            | 0           | 0                | 1             |
|        |                                         |              |             |                  |               |
| Total  | Total                                   | 14           | 21          | 35               | en stagnation |

## Conséquences
Les communistes s'allie avec sept élus indépendants pour former une majorité dite "Bloc pour une Gagaouzie florissante dans une Moldavie rénovée" (BFGRM)
Stepan Esir est élu président de l'assemblée.